# 徳島県道156号阿波川島停車場線
徳島県道156号 阿波川島停車場線（とくしまけんどう156ごう あわかわしまていしゃじょうせん）は、徳島県吉野川市を通る県道である。

## 概要

### 路線データ
- 起点：吉野川市川島町川島（JR四国徳島線 阿波川島駅前）
- 終点：吉野川市川島町川島（川島町城山交差点、国道192号交点、香川県道・徳島県道2号津田川島線終点）
- 距離：0.432 km[1]

## 歴史
- 1920年（大正9年）4月16日 - 徳島県道川島停車場線として認定。
- 1959年（昭和34年）1月31日 - 徳島県道35号阿波川島停車場線として認定（名称変更）。
- 1972年（昭和47年）3月10日 - 徳島県道156号阿波川島停車場線として認定。

## 地理

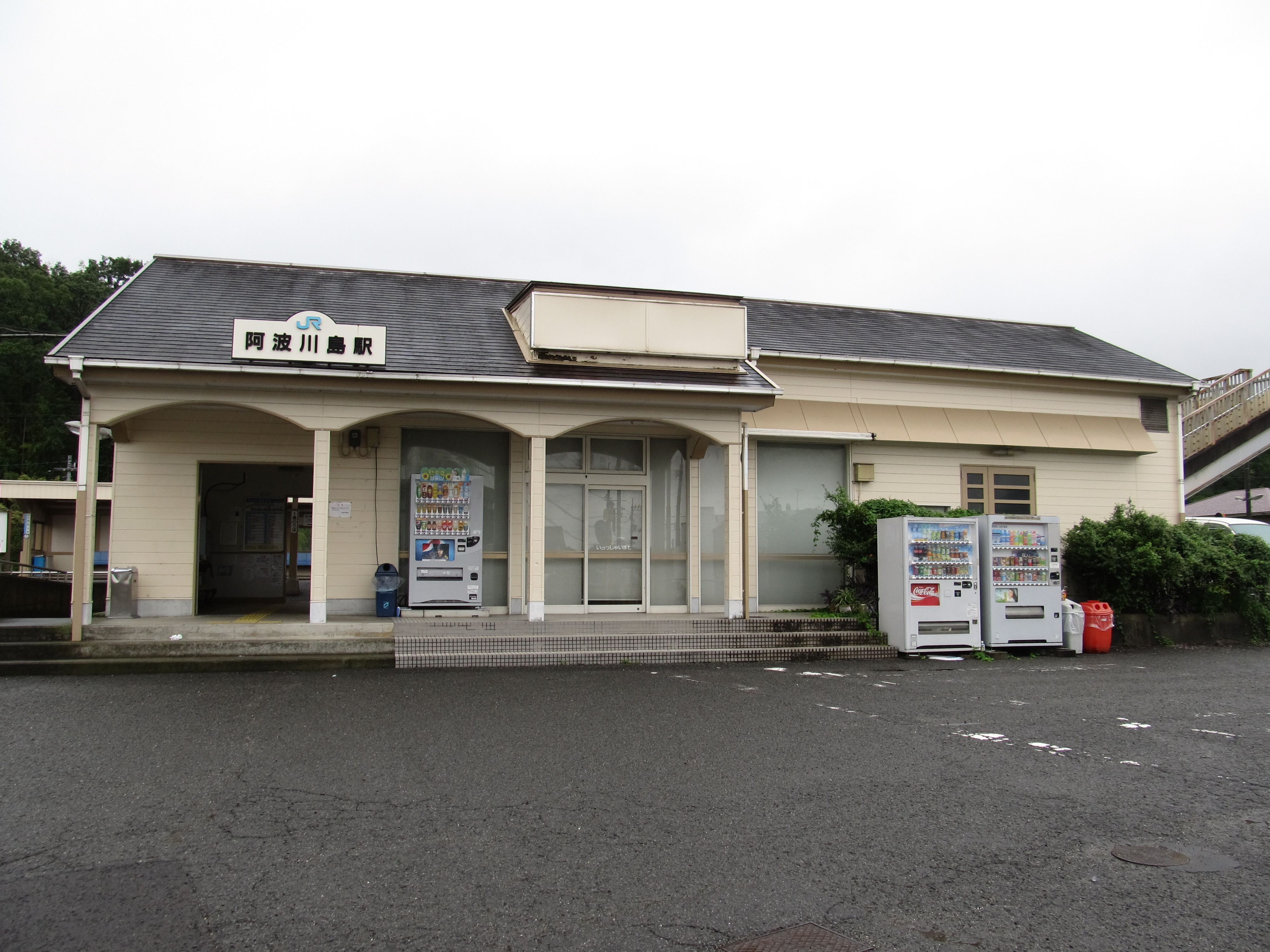
起点・JR徳島線阿波川島駅

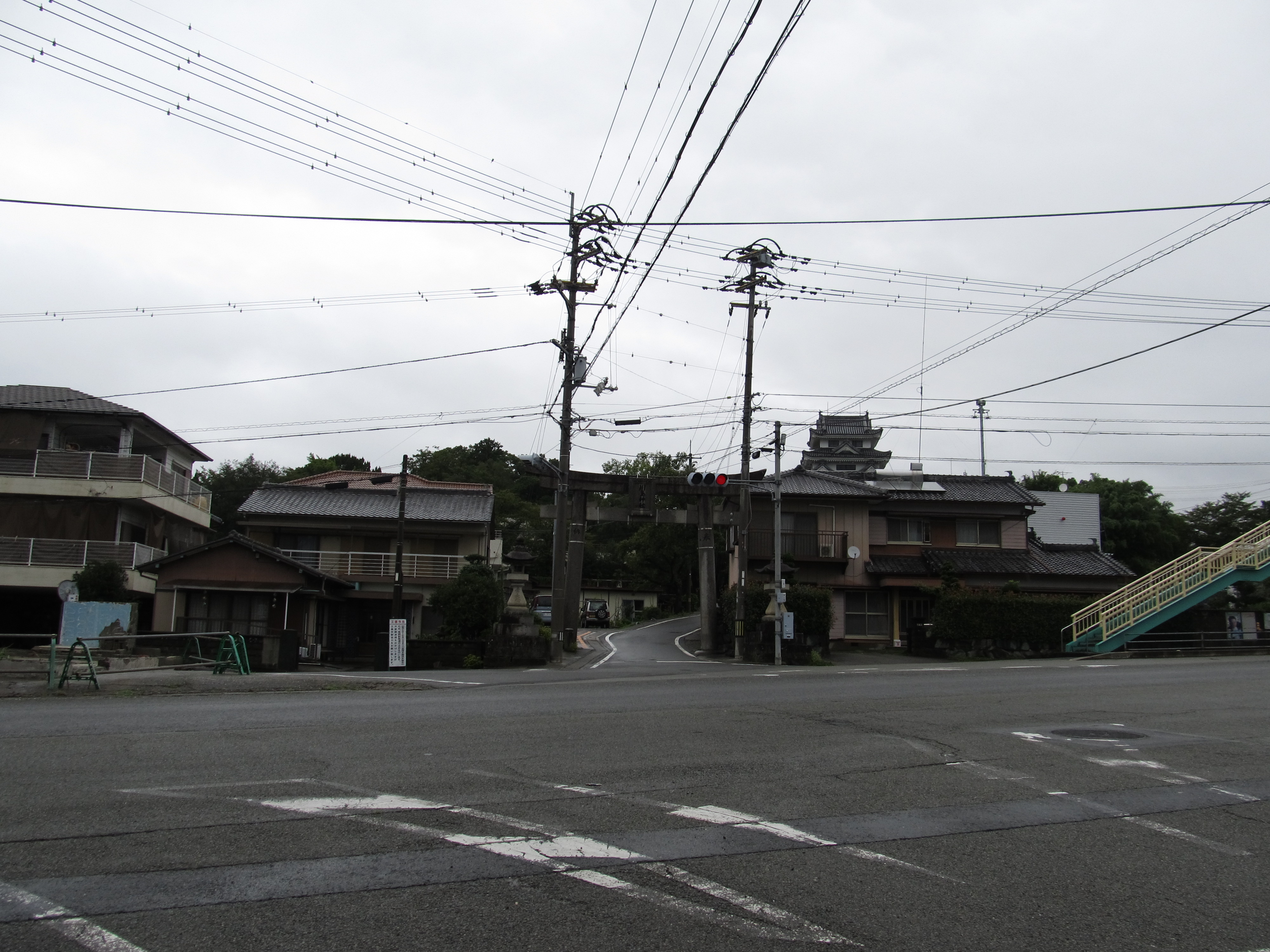
終点・国道192号城山交差点

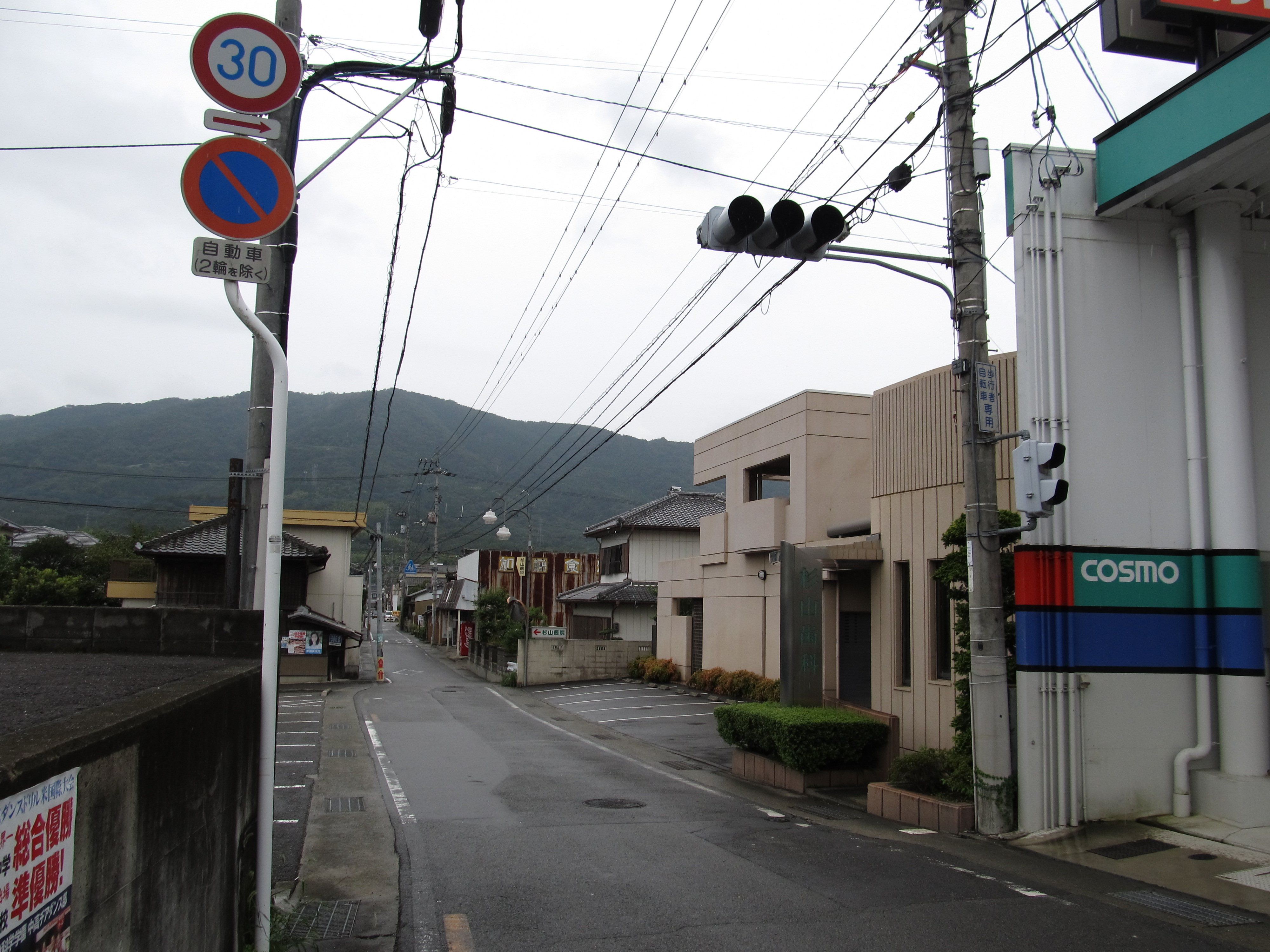
終点（国道192号城山交差点）から南方向を見て撮影。

### 通過する自治体
- 徳島県
  - 吉野川市

### 交差する道路
| 交差する道路                                                           | 交差する場所 | 交差する場所            |
| ---------------------------------------------------------------------- | ------------ | ----------------------- |
| 徳島県道244号山川川島線                                                | 川島町川島   |                         |
| 国道192号 香川県道・徳島県道2号津田川島線 徳島県道237号切幡川島線 重複 | 川島町川島   | 川島町城山交差点 / 終点 |

### 沿線
- JR四国徳島線 阿波川島駅